# سناج (مقاطعة فامنين)
سناج (بالفارسية: سناج) هي قرية تقع في Khorram Dasht Rural District في إيران. يقدر عدد سكانها بـ 515 نسمة بحسب إحصاء 2016.